# Dysphania
Dysphania es un género de plantas herbáceas perteneciente a la familia Amaranthaceae. 

## Taxonomía
El género fue descrito por Robert Brown y publicado en Prodromus Florae Novae Hollandiae 411, en 1810.

#### Etimología
Dysphania: nombre genérico que proviene del vocablo griego δυσφανες (dysphanes): "indistinto, poco evidente"; derivado del prefijo δυσ (dys): "dificultad", y de φανερός (phaneros): "visible, vistoso", en alusión a las flores poco evidentes, encerradas en el receptáculo de las especies del género.

#### Especies
Comprende 46 especies, 4 subespecies y 2 híbridos aceptados:
- Dysphania ambrosioides (L.) Mosyakin y Clemants, 2002
- Dysphania anthelmintica (L.) Mosyakin y Clemants, 2002
- Dysphania atriplicifolia (Spreng.) G.Kadereit, Sukhor. y Uotila, 2021
- Dysphania bhutanica Sukhor., 2012
- Dysphania bonariensis (Hook.f.) Mosyakin y Clemants ex Sukhor., 2012
- Dysphania botrys (L.) Mosyakin y Clemants, 2002
- Dysphania burkartii (Aellen) Mosyakin y Clemants, 2008
- Dysphania carinata (R.Br.) Mosyakin y Clemants, 2002
- Dysphania chilensis (Schrad.) Mosyakin y Clemants, 2002
- Dysphania congestiflora S.J.Dillon y A.S.Markey, 2016
- Dysphania congolana (Hauman) Mosyakin y Clemants, 2008
- Dysphania cristata (F.Muell.) Mosyakin y Clemants, 2002
- Dysphania dissecta (Moq.) Mosyakin y Clemants, 2008
- Dysphania geoffreyi Sukhor., 2015
- Dysphania glandulosa Paul G.Wilson, 1983
- Dysphania glomulifera (Nees) Paul G.Wilson, 1983
  - Dysphania glomulifera subsp. eremaea Paul G.Wilson, 1983
  - Dysphania glomulifera subsp. glomulifera
- Dysphania graveolens (Willd.) Mosyakin y Clemants, 2002
- Dysphania himalaica Uotila, 2013
- Dysphania kalpari Paul G.Wilson, 1983
- Dysphania kitiae Uotila, 2013
- Dysphania littoralis R.Br., 1810
- Dysphania melanocarpa (J.M.Black) Mosyakin y Clemants, 2008
- Dysphania minuata (Aellen) Mosyakin y Clemants, 2008
- Dysphania multifida (L.) Mosyakin y Clemants, 2002
- Dysphania multiflora (Moq.) G.Kadereit, Sukhor. y Uotila, 2021
- Dysphania neglecta Sukhor., 2014
- Dysphania nepalensis (Link ex Colla) Mosyakin y Clemants, 2008
- Dysphania oblanceolata (Speg.) Mosyakin y Clemants, 2008
- Dysphania plantaginella F.Muell., 1858
- Dysphania platycarpa Paul G.Wilson, 1983
- Dysphania procera (Hochst. ex Moq.) Mosyakin y Clemants, 2008
- Dysphania pseudomultiflora (Murr) Verloove y Lambinon, 2006
- Dysphania pumilio (R.Br.) Mosyakin y Clemants, 2002
- Dysphania pusilla Mosyakin y Clemants, 2008
- Dysphania retusa (Juss. ex Moq.) Mosyakin y Clemants, 2008
- Dysphania rhadinostachya (F.Muell.) A.J.Scott, 1978
  - Dysphania rhadinostachya subsp. inflata (Aellen) Paul G.Wilson, 1983
  - Dysphania rhadinostachya subsp. rhadinostachya
- Dysphania saxatilis (Paul G.Wilson) Mosyakin y Clemants, 2008
- Dysphania schraderiana (Schult.) Mosyakin y Clemants, 2002
- Dysphania simulans F.Muell. y Tate, 1886
- Dysphania sphaerosperma Paul G.Wilson, 1983
- Dysphania stellata (S.Watson) Mosyakin y Clemants, 2008
- Dysphania tibetica (A.J.Li) Uotila, 2013
- Dysphania tomentosa (Thouars) Mosyakin y Clemants, 2008
- Dysphania truncata (Paul G.Wilson) Mosyakin y Clemants, 2008
- Dysphania valida Paul G.Wilson, 1983
- Dysphania venturii (Aellen) Mosyakin y Clemants, 2008

#### Híbridos
- Dysphania × bontei (Aellen) Stace, 2009
- Dysphania × christii (Aellen) Stace, 2009